# Канадско-южноафриканские отношения
Канадско-южноафриканские отношения — двусторонние дипломатические отношения между Канадой и Южно-Африканской Республикой.

## История
В 1994 году канадско-южноафриканские отношения значительно улучшились после отмены в ЮАР режима апартеида. Канада поддерживает вступление ЮАР в международные организации, а также тесно сотрудничает по важным вопросам, в том числе: возобновление действия Договора о нераспространении ядерного оружия, вступление во Всемирную торговую организацию и обеспечении сотрудничества на уровне Содружества Наций. Конституция Южно-Африканской Республики в значительной степени состоит из положений Канадской хартии прав и свобод. В 2001 году Канада представила президенту ЮАР Нельсону Манделе почетное гражданство в знак признания его борьбы против режима апартеида и его усилий по созданию нового режима в ЮАР. В честь Нельсона Манделы Канада объявила о создании фонда African Leaders of Tomorrow Scholarships Fund, который позволяет одаренным молодым африканцам проходить обучение в канадских университетах. С 1995 по 2010 год в Канаду эмигрировало 38 310 белых граждан ЮАР.

## Торговля
Канада является крупным инвестором в экономику ЮАР, инвестиции в минеральной и горнодобывающей промышленности, а также в система транспорта, пищевой промышленности, гостиничного бизнеса, информационных и коммуникационных технологий, а также отраслей приборостроения. Экспорт Канады в ЮАР: электрические приборы, сера, оптическое оборудование, фармацевтические препараты, солод, свинина и транспортные средства. Импорт Канады из ЮАР: цитрусовые, напитки (вино), железо, титан, хром и медь. В 2014 году канадский экспорт в ЮАР составил сумму 439 256 338 долларов США, а импорт Канады из ЮАР составил сумму 1 104 140 558 долларов США.